# Adrian Arbuzov
Format:Infocaseta voleibalist
Adrian Arbuzov (n. 25 august 1950, Satu Mare) este un fost sportiv voleibalist român care a jucat la Explorări Baia Mare (actuala CS Știința Explorări Baia Mare) și în echipa națională de volei a României. A participat la Campionatul Mondial din 1974 din Mexic, la Campionatul European din 1975 din Iugoslavia și Campionatul European din 1977 din Finlanda. La cel din urmă a obținut cu echipa medalia de bronz.

## Carieră
A copilărit în localitatea maramureșeană Șomcuta Mare. Acolo a învățat voleiul mai degrabă autodidact, pe la 10-11 ani. Exista o echipă formată din veterani care în prima tinerețe jucaseră în primele două divizii. Mai întâi a fost spectator la jocul acestora, mai apoi le-a devenit coechipier. A făcut și doi ani de atletism (viteză și săritură în lungime).
În 1967-68 a ajuns la Baia Mare, unde a fost legitimat la Explorări. Fusese remarcat din competițiile juvenile în care jucase. A debutat la echipă când aceasta era în Divizia B, beneficiind de regula juniorului în teren. A reușit să promoveze cu echipa în prima divizie.
Însă în 1969, a plecat în București, intrând la IEFS (actuala UNEFS). Acolo avea să debuteze în Dizivia A (i-a avut colegi printre alții pe Nicu Pop, Teofil Chiș, Tudor Popescu, Gheorghe Corbeanu). Însă nu din prima, căci atunci când a ajuns acolo, era tot în Divizia B. A promovat imediat, iar apoi avea să progreseze cu fiecare an, ocupând succesiv locurile 5, 4 și 3.
În 1973, după patru ani, când a absolvit facultatea, s-a reîntors la Baia Mare și la Explorări. Fusese ofertat și de Steaua, dar acceptase deja să joace la Explorări. Imediat, în 1974, a izbutit clasarea pe locul 2, după Dinamo, luând fața Stelei, ceea ce era o raritate în acea vreme. Unul dintre cele mai bune sextete de la Explorări din acei ani: Dobre, Băgăian, Ghic, Arbuzov, Paraschivescu, M. Enescu. Ar mai fi de amintit și Ignișca, Bălaș, Marinescu, Corcheș, Mihalca, Andreica.
În 1978, o scurtă perioadă, pe parcursul efectuării stagiului militar, a jucat și la Silvania Șimleu Silvaniei, și cu această echipă reușind să promoveze pe prima scenă. 
A revenit la Explorări, unde a fost legitimat până la 44 de ani, astfel încât, în 1993, când echipa băimăreană a devenit prima din Provincie care a câștigat titlul național la volei masculin, a fost și jucător, și antrenor secund.
A jucat și în echipa națională în jur de 150 de partide. A debutat în 1973, cu prilejul Balcaniadei care a avut loc la Timișoara (competiție câștigată de echipa României). A jucat apoi la trei turneele finale: Campionatul Mondial din Mexic în 1974, clasându-se pe locul 6; Campionatul European din Iugoslavia în 1975, clasându-se pe locul 4; Campionatul European din Finlanda în 1977, câștigând medalia de bronz.
După abandonarea carierei, a lucrat ca antrenor tot la Explorări, fiind angajat la club până în 2023. Nu a încetat să joace volei nici după 70 de ani, având partide de old-boys cu foști colegi de generație.

## Trofee, distincții
- 1 titlu (1993), 2 cupe (1979, 1980), 3 cupe balcanice (1979, 1980, 1982).
- La 18.10.2010, i-a fost înmânată diploma de Cetățean de Onoare al orașului Baia Mare.
- Maestru al sportului